# Флор де лис
Флор де лис (порт. Flor-de-Lis — љиљан) португалска је музичка група која се бави акустичном фолк музиком. Почели су са радом 2004. у Лисабону.
Флор де лис је представљао Португалију на Песми Евровизије 2009.. Песма са којом су победили на националном такмичењу је Todas as ruas do amor (све улице љубави). На Песми Евровизије у Москви пласирали су се у финале као осми у првој полуфиналној вечери и заузели 15. место у финалу.
Садашњи чланови групе су Данијела Варела (вокални солиста), Пауло Переира, Жозе Камачо, Хорхе Маркес, Ана Софија Кампеа, Роландо Амарал и Педро Маркес.